# Cladogeneză
Cladogeneza (în greacă κλαδος klados = ramură +  Γένεσις genesis = naștere ) (denumită și geneza de ramuri) reprezintă despărțirea genofondului unei specii în două genofonduri separate, fiecare dintre acestea dând naștere la una sau mai multe specii noi. 
Cladogeneza este mai importantă decât anageneza în istoria vieții, nu numai pentru că pare a fi un model de speciație mai des întâlnit, ci și pentru că este singurul model care poate genera diversitatea biologică prin apariția de noi specii.
Teoria evoluției încearcă să explice cum are loc multiplicarea numărului de specii, respectiv radiația speciilor existente, care dă naștere la două sau mai multe specii noi.